# Barwniak szmaragdowy
Barwniak szmaragdowy (Pelvicachromis taeniatus) – gatunek słodkowodnej ryby z rodziny pielęgnicowatych (Cichlidae). Bywa hodowany w akwariach.

## Występowanie
Afryka: Kamerun i Nigeria.

## Charakterystyka
W obrębie gatunku występuje kilka odmian, które znacznie się różnią ubarwieniem i wymaganiami co do parametrów wody.